# Chip 'n Dale Rescue Rangers 2
«Disney’s Chip ’n Dale Rescue Rangers 2» (яп. チップとデールの大作戦2, Типу то Де:ру но Даісакусен 2, Місія Чіпа та Дейла 2) — відеогра за мотивами мультсеріалу «Чіп і Дейл — бурундучки-рятівнички», розроблена і випущена компанією Capcom в 1993 році для платформи NES. продовження гри 1990 року Chip 'n Dale: Rescue Rangers.
Гра була перевидана в квітні 2017 року складі збірки The Disney Afternoon Collection, що вийшов на Windows, PlayStation 4 і Xbox One  .

## Сюжет
Один з основних лиходіїв, що протистоять рятувальникам - кіт Товстопуз (Котяра) - втік з в'язниці і планує викрасти предмет, відомий як Урна фараона ( англ. Urn of the Pharaoh Urn of the Pharaoh)  . Щоб рятувальники не змогли засмутити його плани, Товстопузий робить серію відволікаючих дій, першим з яких стає бомба з годинниковим механізмом, залишена його підручними в кафе. Чіп, Дейл і вся команда, дізнавшись про це з новин, відправляються знешкоджувати бомбу. В кафе вони знаходять одного з підручних Товстопуза - Кролика, який встановив цю бомбу, і коли вони заганяють його в кут, він визнається в причетності Товстопуза до бомби. Товстопузий тим самим хотів відвернути Рятувальників, щоб вкрасти урну фараона з пришвартованого вантажного корабля  . 
Рятувальники обстежують корабель, але нічого не знаходять. Але потім Ґедзик зауважує, як Товстопузий забігає в портовий склад. Чіп і Дейл біжать туди, але опиняються в пастці в холодильнику. Незважаючи на те, що вони встигають звідти вчасно вибратися до того, як замерзнуть, за цей час Товстопузий відкриває урну і випускає на свободу злих духів. Чіпу і Дейл вдається відібрати урну і запечатати її  . Тоді Товстопузий запрошує їх для фінальної сутички в парк розваг. Після подорожі по визначних пам'ятках, таким як "годинникова башта", "світ Дикого Заходу" і "світ майбутнього" (послідовність проходження цих трьох рівнів вибирає сам гравець), Чіп і Дейл відкривають двері в кімнату управління, де Товстопузий нападає на них за допомогою гігантського робота, зробленого за його подобою. Чіп і Дейл знищують робота і відправляються шукати Товстопуза, але тут кімната починає валитися і вони, не знайшовши його, змушені бігти. Возз'єднавшись, Рятувальники приходять до висновку, що Товстопузий явно міг врятуватися, заздалегідь продумавши план можливого відступу, і клянуться, що зупинять його, коли він з'явиться в наступний раз. 

## Оцінки і відгуки
| Рецензії              |        |
| Іншомовні видавництва |        |
| Видавництва           | Оцінка |
| EGM                   | 7.2/10 |
| GamePro               | 4.5/5  |
| Game Player           | 84/100 |

Гра Rescue Rangers 2 отримала в цілому позитивні оцінки, а рецензент журналу Electronic Gaming Monthly прокоментував що гра «досить добре підходить для 8-бітної платформи і, якщо вже на те пішло, викликає бажання зіграти в 16-бітну версію!». Оглядач GamePro також закликав гравців «стерти пил зі своєю 8-бітної» приставки заради гри, похваливши «бадьору» музику і «милі» звукові ефекти гри, але виявив, що їй не вистачає адекватної складності, написавши: «Rescue 2 настільки ж складна як оригінальна гра - ідеальна для початківців або середніх гравців, але досить проста для всіх інших »  . Рецензент Game Players також заявив, що ігровий процес був «простим», однак він не поступається попереднім спільним проектам Capcom і Disney завдяки своїй «топової» графіку і гнучкого управління. 

### Публікації
- Chip and Dale Rescue Ranger 2 // Энциклопедия лучших игр для Dendy, выпуск второй. — СПб : «Нева-Визит», 2002. — С. 77–95. — ISBN 5-93603-065-2.